# Лас-Плассас
Лас-Плассас (італ. Las Plassas, сард. Is Pratzas) — муніципалітет в Італії, у регіоні Сардинія,  провінція Медіо-Кампідано.
Лас-Плассас розташований на відстані близько 390 км на південний захід від Рима, 55 км на північ від Кальярі, 15 км на північний схід від Санлурі, 34 км на північний схід від Віллачідро.
Населення — 247 осіб (2014).
Щорічний фестиваль відбувається 22 липня. Покровитель — Santa Maria Maddalena.

## Демографія
Населення за роками:

Станом на 1 січня 2023 року в муніципалітеті офіційно проживали 2 іноземці з 2 країн, серед них 1 громадянин країн Євросоюзу.

## Сусідні муніципалітети
- Баруміні
- Паулі-Арбареї
- Туїлі
- Вілламар
- Віллановафранка